# ينس هنريك بير
ينس هنريك بير (بالنرويجية البوكمول: Jens Henrik Beer)‏ هو كاتب وفلاح وسياسي نرويجي، ولد في 11 يونيو 1799 في النرويج، وتوفي في 22 يونيو 1881 في النرويج. انتخب عضو برلمان النرويج ‏.